# Discografia de Tokio Hotel
Aquí sota s'inclou la discografia del grup Tokio Hotel:

## Singles
- 2005: Durch den Monsun ("A través del monsó")
- 2005: Schrei ("Crida")
- 2006: Rette mich ("Salva'm")
- 2006: Der letzte tag ("L'últim dia") + bonus track "Wir Schliessen uns ein" ("Ens tanquem")
- 2007: Übers ende der welt ("Sobre la fi del món") + bonus track "Hilf mir fliegen" ("Ajuda'm a volar")
- 2007: Spring nicht ("No saltis") en tres versions diferents
- 2007: Monsoon ("Monsó") (versió anglesa de "Durch den Monsun") + bonus track "Black" (versió anglesa d'"Schwarz" ("Negre"))

## Àlbums
- 2005: Schrei ("Crida")
- 2006: Schrei: so laut du kannst ("Crida tan fort com puguis")
- 2007: Zimmer 483 ("Habitació 483")
- 2007: Scream ("Crida") (recopilació dels seus dos primers cds, en anglès)
- 2007: Room 483 ("Habitació 483") (versió venuda a Alemanya d'"Scream")

## DVDs
- 2005: Leb' die Sekunde (behind the scenes) ("Viu al segon")
- 2006: Schrei-Live ("Crida en directe")
- 2007: Zimmer 483 live - Europe tour (Habitació 483- Tour per Europa)
- 2008: Caught on Camera